# Ba F.C.
Ba F.C. je fidžijski nogometni klub iz istoimenog mjesta Ba. Trenutačno se natječe u Fidžijskoj prvoj ligi.
Klub je osnovan 1935., zajedno s formiranjem Ba indijanskog nogometnog saveza. Bio jedan od osnivača Fidžijskoj indijanskog nogometnog saveza 1938. Godine 1962. savez mijenja ime u Fidžijski nogometni savez, a Ba indijanski nogometni savez u Ba nogometni savez, kako bi nogometaši svih rasa mogli igrati za Ba.
Ba je dosada 14 puta bio prvak Fidžijske prve lige, te 20 puta Inter-distriktnog prvenstva, a najveći međunarodni uspjeh im je igranje u finalu OFC Lige prvaka 2006. Nastupaju u crnim dresovima, te svoje domaće utakmice igraju na Govind Parku. 

## Trofeji
- Fidžijska prva liga: 14

1977., 1979., 1987., 1992., 1994., 1995., 2001., 2002., 2003., 2004., 2005., 2006., 2008.
- Fidžijsko Inter-distriktno prvenstvo: 20

1961., 1963., 1966., 1967., 1968., 1970., 1975., 1976., 1977., 1978., 1979., 1980.,1986., 1991., 1997., 2000., 2003., 2004., 2006., 2007.
- Battle of the Giants (kup): 11

1979., 1984., 1990., 1993., 1998., 1999., 2000., 2001., 2006. ,2007. ,2008.
- Kup Fidžijskog nogometnog saveza: 6

1991., 1997., 1998., 2005., 2006., 2007.